# Sterolo 24-C-metiltransferasi
La sterolo 24-C-metiltransferasi è un enzima appartenente alla classe delle transferasi, che catalizza la seguente reazione:
S-adenosil-L-metionina + 5α-colesta-8,24-dien-3β-olo ⇄ S-adenosil-L-omocisteina + 24-metilene-5α-colest-8-en-3β-olo
L'enzima ha bisogno di glutatione. Agisce su un ampio raggio di steroli con un doppio legame 24(25) nella catena laterale. Oltre che sullo zimosterolo che è il substrato preferito, agisce anche sul desmosterolo, 5α-colesta-7,24-dien-3β-olo, 5α-colesta-5,7,24-trien-3β-olo, 4α-metilzimosterolo ed altri. La S-adenosil-L-metionina attacca la faccia Si del doppio legame 24(25) e l'idrogeno del C-24 è trasferito al C-25, sulla faccia Re del doppio legame.